# دبورا گارسیا
دبورا گارسیا (انگلیسی: Débora García؛ زادهٔ ۱۷ اکتبر ۱۹۸۹) بازیکن فوتبال اهل اسپانیا است.
از باشگاه‌هایی که در آن بازی کرده‌است می‌توان به باشگاه فوتبال زنان اتلتیکو مادرید اشاره کرد.
وی همچنین در تیم‌های ملی فوتبال زنان اسپانیا و Catalonia women's national football team بازی کرده‌است.